# Vombatidae
Los vombátidos (Vombatidae) son una familia de marsupiales diprotodontos, conocidos comúnmente como wómbats. Se encuentran solo en Australia y Tasmania, tienen la apariencia de un oso, pequeño y de patas muy cortas. Actualmente existen tres especies de wómbats con vida, todas las cuales miden alrededor de un metro y pesan entre 25 y 55 kg. Su color de pelo varía del beige al marrón y del negro al gris. Se considera que el pariente vivo más cercano de estas especies de wómbats es el koala, el cual destaca por haberse adaptado a la vida arborícola; en comparación, los wómbats son animales mucho menos especializados en cuanto a su dieta y modo de vida.

## Características

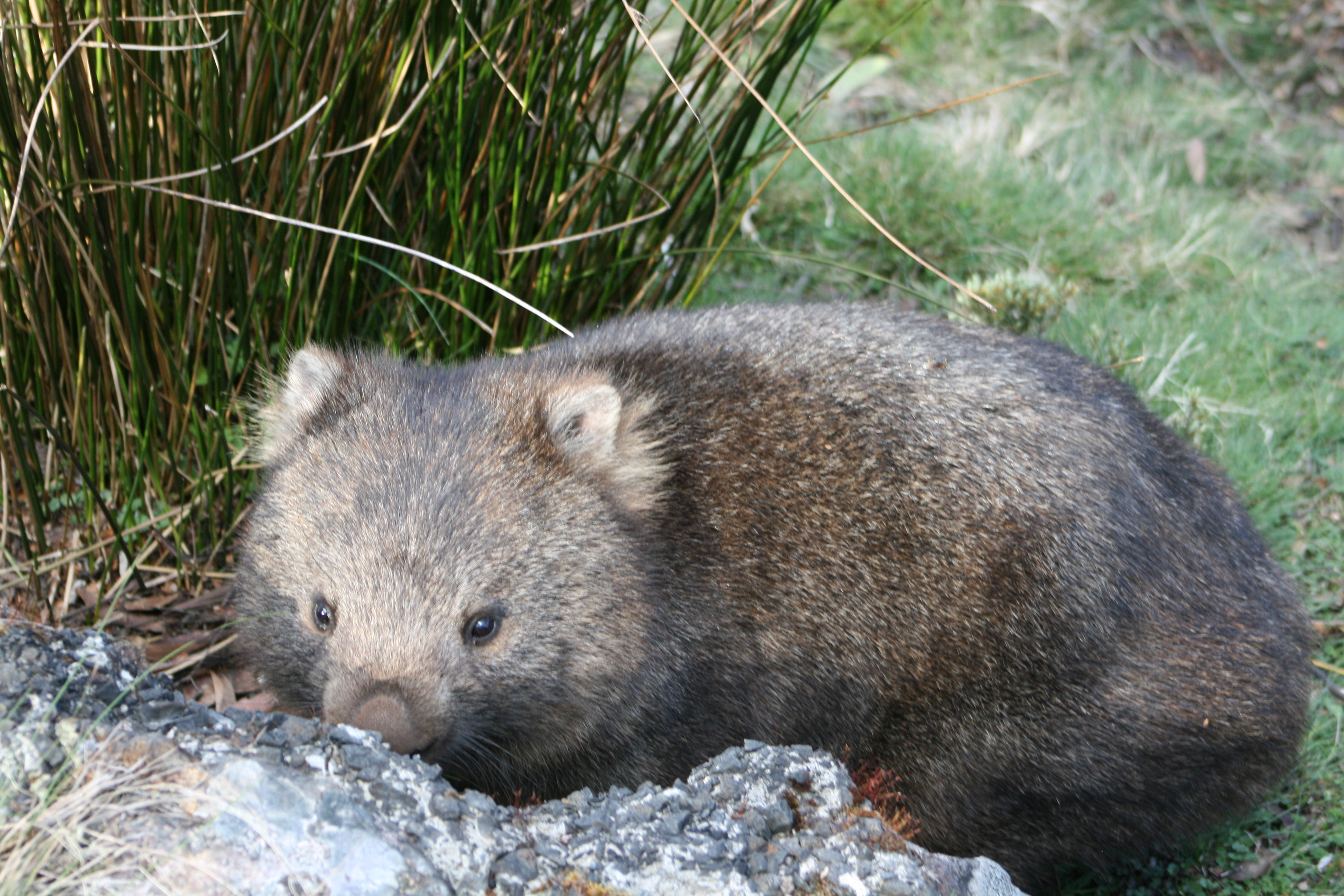
Wómbat adulto

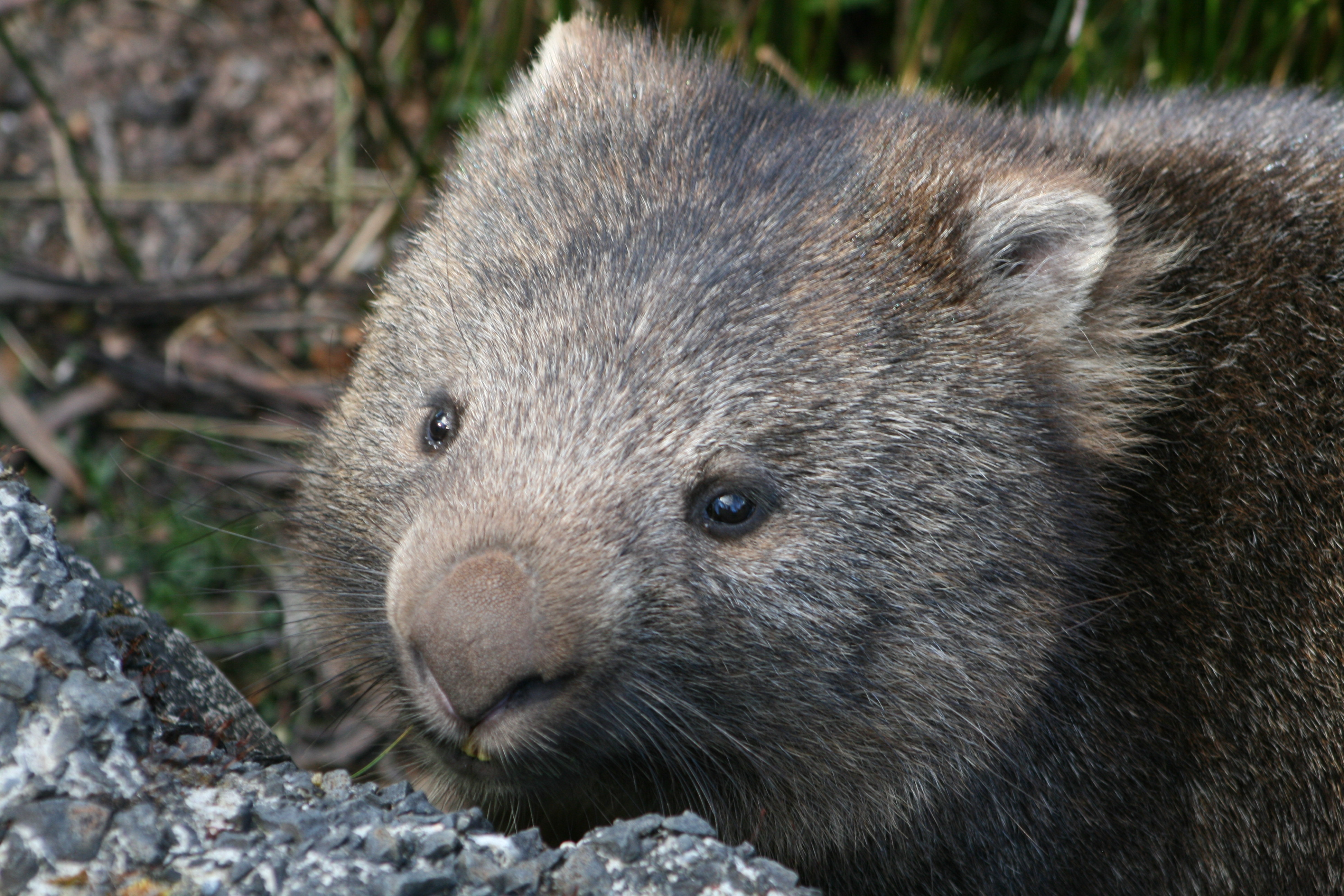
Wómbat

Los wómbats son herbívoros y se alimentan de hierbas, juncias y raíces. Habitan en extensas madrigueras que cavan con sus dientes delanteros (similares a los de un roedor) y sus poderosas garras. Aunque son animales principalmente crepusculares y nocturnos, los wómbats se aventuran también a buscar alimento en días fríos o nublados. No se dejan ver fácilmente, pero sí suelen dejar un rastro visible de su paso, como agujeros debajo de las vallas por donde pasan y unos distintivos excrementos de forma cúbica.
Poseen un metabolismo extraordinariamente lento: tardan alrededor de catorce días en completar la digestión, y no suelen moverse con rapidez. Aun así, son animales raudos y ágiles. En caso necesario, pueden fácilmente sobrepasar a un ser humano en carrera e invocar inmensas reservas de fuerza. La principal defensa del wómbat contra un depredador bajo tierra consiste en aplastarlo contra el techo del túnel hasta que el invasor deja de respirar.
El periodo de gestación de una hembra wómbat suele durar unos veinte o veintiún días. Tienen unas bolsas marsupiales bien evolucionadas, donde las crías viven seis o siete meses después de la gestación en el vientre materno. Se destetan a los quince meses de edad y alcanzan la edad reproductiva a los dieciocho meses.

## Géneros y especies
- Vombatus
  - Vombatus ursinus
- Lasiorhinus
  - Lasiorhinus latifrons
  - Lasiorhinus krefftii
- †Rhizophascolonus
- †Nimbavombatus
- †Phascolonus
- †Warendja
- †Ramasayia
- †Sedophascolomys